# Réseau de prévention et de prise en charge de l'obésité en pédiatrie
Les réseaux de prévention et de prise en charge de l'obésité pédiatrique (Réppop, anciennement Repop) ont été mis en place en France en 2003, au moment de la déclinaison du PNNS1 dans le cadre de la Direction de l'hospitalisation et de l'organisation des soins. Ce sont des réseaux de type ville hôpital, souvent des associations loi de 1901, soumis à évaluation régulière.
L’objectif des réseaux Réppop est de prévenir et de prendre en charge la surcharge pondérale des enfants de 2 à 18 ans.

## Description
En 2013, il y a dix Réppop en France :
- RéPPOP Aquitaine ;
- Alsace ;
- RéPPOP Franche-Comté ;
- RéPPOP 69 (Rhône) ;
- RéPPOP Île-de-France ;
- RéPPOP Toulouse-Midi-Pyrénées ;
- RéPPOP HN (Haute-Normandie) ;
- Nord Cotentin ;
- PréORéPPOP (Ardèche) ;
- Isère ;
- Guadeloupe.

En 2006, la coordination nationale (CM-Réppop) a été fondée.
La population ciblée par les Réppop sont les enfants de 2 à 18 ans et leur famille.
Les Réppop assurent la coordination des soins. Ils ont trois axes d'action :
- la prévention de l'obésité ;
- le dépistage précoce ;
- une prise en charge multidisciplinaire, personnalisée et de proximité.

## Fonctionnement
L'équipe de coordination assure la formation initiale et continue des partenaires du réseau. Elle veille à la cohérence des actions de prévention, de dépistage et de prise en charge.
Apports pour l'enfant et sa famille : Un parcours de soins et un suivi coordonnés leur sont proposés. La prise en charge est régulière et prolongée, avec une prise en charge financière partielle ou totale, et un suivi pluridisciplinaire, avec notamment la possibilité de participer à des activités sportives
Apports pour les professionnels : Une aide à la prise en charge (formations, outils de travail, coordination du suivi, etc.). Chaque Réppop a ses propres spécificités.